# 董旻 (成化進士)
董旻，字子仁，以字行，江西樂平人，明朝政治人物。
成化二年（1466年）登進士，擢兵科给事中。成化十五年（1478年）充正使，偕副使張祥前往琉球國冊封尚真王。歷吏科都給事中。后因被誣陷下詔獄，謫石旧知縣。孝宗即位，起為雲南參議，因父喪丁憂改四川參議。為皇帝祝壽上京，死於歸途舟中。《明史》有傳。